# Euxestocis
Euxestocis is een geslacht van kevers in de familie houtzwamkevers (Ciidae).

## Soorten
- E. bicornutus Miyatake, 1954
- E. formosanus Miyatake, 1982
- E. satoi Kawanabe, 2003